# Піонер-10
«Піонер-10» (англ. Pioneer 10, на початку мав назву Pioneer F) — запущена в 1972 році автоматична міжпланетна станція НАСА, яка здійснила перший в історії політ до Юпітера. Перший апарат, який розігнався до третьої космічної швидкості, пролетів повз Юпітер і сфотографував його. Його близнюк «Піонер-11» досліджував також Сатурн. Кількома роками пізніше, виконавши різні наукові завдання, вони полишили межі Сонячної системи. Цей проєкт із дослідження космосу був реалізований Дослідницьким центром Еймса в Каліфорнії. Космічний зонд виготовила компанія TRW Inc..
«Піонер-10» став першим із п'яти штучних об'єктів, які досягли швидкості, необхідної для виходу із Сонячної системи. Він був зібраний навколо шестикутної платформи з високочутливою параболічною направленою антеною діаметром 2,74 м. Стабілізація космічного апарата досягалася за рахунок обертання навколо осі антени. Електроенергію постачали чотири радіоізотопні термоелектричні генератори (рітеги), які на момент запуску забезпечували сумарну потужність 155 Вт.
«Піонер-10» був запущений 3 березня 1972 року о 01:49:00 UTC (2 березня за місцевим часом) ракетою «Атлас-Центавр» з космодрому на мисі Канаверал у Флориді. З 15 липня 1972 року по 15 лютого 1973 року він був першим космічним апаратом, який перетнув пояс астероїдів. 6 листопада 1973 року апарат почав фотографувати Юпітер з відстані 25 млн км і передав близько 500 його зображень. На мінімальну відстань до Юпітера «Піонер-10» наблизився 3 грудня 1973 року — 132 252 км. Під час польоту бортові прилади використовувалися для дослідження поясу астероїдів, навколишнього середовища Юпітера, сонячного вітру, космічних променів, а згодом — віддалених областей Сонячної системи та геліосфери.
Радіозв'язок із «Піонером-10» було втрачено 23 січня 2003 року через відмову електроживлення радіопередавача. На той момент зонд перебував на відстані 12 млрд км (80 а. о.) від Землі.

## Передумови розробки місії

### Історія
У 1960-х роках американський аерокосмічний інженер Гері Фландро з Лабораторії реактивного руху НАСА задумав місію, у рамках якої космічний корабель, використовуючи рідкісне розташування зовнішніх планет Сонячної системи, яке відбувається лише раз на 175 років, міг відвідати їх усі. Пізніше цей план отримав назву «Велика подорож».
Урешті-решт ця місія була реалізована в кінці 1970-х років двома зондами «Вояджер», але щоб підготуватися до неї і набути досвід міжпланетних польотів, НАСА в 1964 році вирішило здійснити експеримент: запустити пару зондів до зовнішньої частини Сонячної системи. Група вчених — прихильників цієї ідеї (Outer Space Panel) під керівництвом американського вченого Джеймса ван Аллена розробила наукове обґрунтування для дослідження зовнішніх планет. Центр космічних польотів імені Ґоддарда підготував пропозицію щодо запуску пари «галактичних юпітеріанських зондів», які мали пройти через пояс астероїдів і відвідати Юпітер. Їх запуски були заплановані на 1972 і 1973 роки, під час сприятливих вікон, які відкривалися лише на кілька тижнів кожні 13 місяців. Запуск в інші періоди був би більш витратним з погляду витрат палива.
Два космічні апарати, польоти яки НАСА затвердило в лютому 1969 року, перед запуском отримали назви «Піонер F» і «Піонер G»; пізніше їх перейменували на «Піонер-10» і «Піонер-11» відповідно. Вони були частиною програми «Піонер» — низки безпілотних космічних місій США, запущених у 1958—1978 роках. «Піонери» -10 і -11" були першими апаратами, розробленими для дослідження зовнішніх частин Сонячної системи. Відповідно до пропозицій, висунутих протягом 1960-х років, їхніми початковими цілями були дослідження міжпланетного середовища поза орбітою Марса, вивчення поясу астероїдів і оцінка можливої небезпеки для космічних апаратів, які пролітають скрізь цей пояс, а також дослідження Юпітера та його оточення. На пізніших стадіях до цілей польотів додали наближення зонда до Юпітера для отримання даних про вплив навколишнього випромінювання на прилади космічного апарата.
Для місій було запропоновано понад 150 наукових експериментів. Експерименти, які мали бути проведені на космічному апараті, були відібрані в серії планових засідань у 1960-х роках, а потім остаточно затверджені на початку 1970 року. Вони мали на меті отримати зображення й дані поляриметрії Юпітера та кількох його супутників, провести спостереження Юпітера в інфрачервоному й ультрафіолетовому діапазонах, виявити астероїди та метеороїди, визначити склад заряджених частинок, а також отримати дані про магнітні поля, плазму, космічні промені та зодіакальне світло. Спостереження за зв'язком космічного апарата під час його проходження за Юпітером дало б змогу здійснити вимірювання його атмосфери, а дані стеження поліпшили б оцінки маси Юпітера та його супутників.
Для управління проєктом у рамках програми «Піонер» було обрано не Центр космічних польотів імені Ґоддарда, а Дослідницький центр Еймса НАСА: його вчені під керівництвом Чарльза Голла (Charles Hall) уже мали досвід роботи з космічними апаратами зі стабілізацією обертання. Вимоги програми передбачали створення невеликого легкого космічного апарата, який був би магнітно чистим і був би здатен виконувати міжпланетні місії. Передбачалося використання модулів космічних апаратів, уже перевірених у місіях «Піонерів» -6…-9.
Дослідницький центр Еймса замовив документальний фільм Джорджа ван Валкенбурга (George van Valkenburg) під назвою «Одіссея Юпітера». Фільм отримав численні міжнародні нагороди і доступний на YouTube-каналі ван Валкенбурга.

У лютому 1970 року Дослідницький центр Еймса уклав із компанією TRW Inc. контракт на суму 380 млн дол. США на будівництво обох космічних апаратів, «Піонер-10» і «Піонер-11», оминувши звичайну процедуру тендеру, щоб заощадити час. Команду TRW, яка збирала космічний апарат, очолили Б. Дж. О'Брайен (B. J. O'Brien) і Герб Лассен (Herb Lassen). Проєктування й будівництво космічного апарата потребували приблизно 25 мільйонів людиногодин. Один з інженерів TRW жартома сказав:
Цей космічний апарат гарантовано пропрацює два роки в міжпланетному польоті. Якщо який-небудь його компонент вийде з ладу протягом цього гарантійного терміну, просто поверніть нам космічний апарат — і ми відремонтуємо його безкоштовно.
Щоб вкластися в запланований термін, перший запуск мав відбутися між 29 лютого і 17 березня, щоб апарат міг дістатися Юпітера в листопаді 1974 року. Пізніше дату прибуття було змінено на грудень 1973 року, щоб уникнути конфліктів з іншими місіями у використанні Мережі далекого космічного зв'язку НАСА (Deep Space Network), а також щоб уникнути періоду, коли Земля і Юпітер перебуватимуть по різні боки від Сонця. Траєкторію зближення «Піонера-10» обрали так, щоб отримати якнайбільше інформації про радіаційне середовище навколо Юпітера, навіть якщо це спричинило б пошкодження деяких систем. Космічний апарат мав наблизитися до Юпітера на відстань приблизно втричі більше її радіуса — вважалося, що це мінімальна відстань від планети, на якій апарат був здатен витримати її радіацію. Обрана траєкторія забезпечувала космічному апарату хороший огляд сонячної сторони планети.

## Конструкція космічного апарата
Ширина корпуса «Піонера-10» становила 36 см. Шість панелей довжиною 76 см утворювали конструкцію шестикутної форми. У корпусі розміщено паливо для керування орієнтацією апарата та 8 з 11 наукових приладів. Відділення з обладнанням розташовувалося всередині алюмінієвої гексагональної конструкції для захисту від мікрометеоритів. Пасивне регулювання теплового балансу забезпечувалося шаром ізоляції, що складалася з алюмінізованого майлару та каптонових ковдр. Тепло утворювалося внаслідок розсіювання 70—120 Вт енергії від електричних компонентів всередині відділення. Діапазон температур підтримувався в межах робочих меж обладнання за допомогою жалюзі, розташованих під монтажною платформою. Початкова маса космічного апарата становила близько 260 кг, з них 30 кг припадало на наукові прилади.
Під момент запуску «Піонер-10» мав на борту 36 кг рідкого однокомпонентного гідразину, який перебував у сферичному баку діаметром 42 см. Просторова орієнтація космічного апарата підтримувалася шістьма гідразиновими двигунами тягою 4,5 Н, установленими трьома парами: перша пара підтримувала постійну швидкість обертання 4,8 об/хв, друга — контролювала поступальний рух, а третя — положення. Третя пара використовувалася в маневрах конічного сканування для відстеження положення Землі на її орбіті. Інформація про орієнтацію також надходила від зоряного датчика, здатного орієнтуватися на Канопус, та двох датчиків Сонця.

### Електроенергія та зв'язок

Рітеги SNAP-19, установлені на висувній стрілі репліки «Піонера-10».

«Піонер-10» був обладнаний чотирма радіоізотопними термоелектричними генераторами (рітегами) SNAP-19. Вони кріпилися на двох триштангових фермах, розташованих під кутом 120° одна до одної, кожна довжиною 3 м. За розрахунками, така відстань давала змогу безпечно проводити на борту чутливі наукові експерименти. На момент запуску рітеги разом забезпечували 155 Вт енергії, а під час прольоту повз Юпітера потужність знизилася до 140 Вт. Космічний апарат потребував 100 Вт для живлення всіх своїх систем. Генератори працювали на плутонії-238 — радіоізотопному паливі, розміщеному в багатошаровій капсулі, захищеній графітовим тепловим екраном.
Проєктна вимога до функціональності SNAP-19 передбачала забезпечення апарата енергією протягом двох років у космосі; на практиці вона була значно перевищена. Плутоній-238 має період напіврозпаду 87,74 року, тому через 29 років енергія, яку генерував рітег, становила 80 % від її рівня на момент запуску. Однак неперервне погіршення стану термоелектричних з'єднань призвело до пришвидшення зниження генерації енергії, і станом на 2001 рік загальна потужність становила 65 Вт. З огляду на це на пізніх етапах місії одночасно могли працювати лише деякі прилади.
Космічний зонд обладнаний резервною системою приймально-передавальних пристроїв, один із яких прикріплений до направленої антени з високим коефіцієнтом посилення, а інший — до всенаправленої антени та антени із середнім коефіцієнтом посилення. Параболічна тарілка для антени з високим коефіцієнтом посилення має діаметр 2,74 м і виготовлена з алюмінієвого матеріалу типу «сендвіч». Космічний апарат обертався навколо осі, паралельної осі цієї антени, і завдяки цьому залишатися орієнтованим у бік Землі. Кожен приймач-передавач мав потужність 8 Вт і передавав дані в S-діапазоні на частотах 2110 МГц (від Землі) і 2292 МГц (на Землю), а сигнал відстежували за допомогою Мережі далекого космічного зв'язку НАСА. Дані, що передаються, проходили через згортковий кодер: це давало змогу приймальному обладнанню на Землі виправляти більшість помилок зв'язку. На момент запуску швидкість передавання даних становила 256 біт/с; щодня протягом місії вона зменшувалася приблизно на 1,27 мілібіт/с.
Більша частина обчислень для місії виконували на Землі, після чого відправляли на космічний апарат. Він був здатний зберігати в пам'яті до п'яти команд із 222 записів, що надійшли від диспетчерів на Землі. Роботою космічного апарата керували два декодери команд і блок розподілу команд (примітивний процесор). Ця система вимагала, щоб оператори місії готували команди задовго до їх передавання на апарат. Для запису інформації, зібраної приладами (до 6144 байт), було передбачено блок зберігання даних. Підготовка зібраних даних до передавання на Землю здійснювалася за допомогою цифрового блока телеметрії; передавання було можливе в одному з 13 форматів.

### Наукові інструменти
| Гелієвий векторний магніторметр (HVM)                    | |
|                                                          | Вимірював тонку структуру міжпланетного магнітного поля, склав карту магнітного поля Юпітера та надав дані вимірювання магнітного поля для оцінки взаємодії сонячного вітру з Юпітером. Магнітометр складався з гелієвої камери, установленій на 6,6-метровій стрілі з метою частково ізолювати прилад від магнітного поля космічного апарата. - Головний дослідник: Едвард Сміт (Edward Smith) / Лабораторія реактивного руху (JPL) - Дані: каталог даних PDS/PPI, архів даних NSSDC                                                                     |
| Чотирисферичний аналізатор плазми                        | |
|                                                          | Вловлював частинки сонячного вітру через отвір у великій тарілкоподібній антені. - Головний дослідник: Аарон Барнс (Aaron Barnes) / Дослідницький центр Еймса - Дані: каталог даних PDS/PPI, архів даних NSSDC |
| Прилад для вимірювання потоків заряджених частинок (CPI) | |
|                                                          | Виявляв космічні промені в Сонячній системі. - Головний дослідник: Джон Сімпсон / Чиказький університет - Дані: архів даних NSSDC |
| Телескоп для аналізу космічних променів (CRT)            | |
|                                                          | Збирав дані про склад частинок космічних променів та діапазони їх енергій. - Головний дослідник: Френк Макдональд / Центр космічних польотів імені Ґоддарда - Дані: каталог даних PDS/PPI, архів даних NSSDC |
| Телескоп із трубкою Гейгера (GTT)                        | |
|                                                          | Досліджував інтенсивність, енергетичний спектр та кутовий розподіл електронів і протонів уздовж траєкторії космічного апарата під час його прольоту скрізь радіаційні пояси Юпітера. - Головний дослідник: Джеймс ван Аллен / Університет Айови - Дані: каталог даних PDS/PPI, архів даних NSSDC |
| Детектор уловленого випромінювання (TRD)                 | |
|                                                          | Включав: - нефокусований черенковський детектор, який виявляв світло, випромінюване в певному напрямку під час проходження частинок, і реєстрував електрони енергією від 0,5 до 12 МеВ; - детектор розсіювання електронів для електронів з енергією від 100 до 400 кеВ; - детектор мінімального іонізуючого випромінювання, який складався з твердотільного діода, що вимірював мінімальні іонізуючі частинки (<3 МеВ) та протони в діапазоні 50—350 МеВ. - Головний дослідник: R. Fillius / Університет Каліфорнії у Сан-Дієго - Дані: архів даних NSSDC |
| Детектори метеороїдів                                    | |
|                                                          | Дванадцять панелей детекторів під тиском, встановлених на задній частині головної антени, реєстрували проникнення дрібних метеоритів. - Головний дослідник: Вільям Кінард (William Kinard) / Науково-дослідний центр ім. Ленглі (НАСА) - Дані: архів даних NSSDC |
| Детектор астероїдів і метеороїдів (AMD)                  | |
|                                                          | Детектор метеороїдів-астероїдів досліджував космос за допомогою чотирьох телескопів, які відстежували об'єкти розміром від частинок пилу до великих віддалених астероїдів. - Головний дослідник: Роберт Соубмен (Robert Soberman) / General Electric Company - Дані: архів даних NSSDC |
| Ультрафіолетовий фотометр                                | |
|                                                          | Фотометр вимірював ультрафіолетове випромінювання (на довжинах хвиль від 200 до 800 ангстрем) для визначення кількості водню й гелію в космосі та на Юпітері. - Головний дослідник: Даррелл Джадж / Університет Південної Каліфорнії - Дані: каталог даних PDS/PPI, архів даних NSSDC |
| Візуалізуючий фотополяриметр (IPP)                       | |
|                                                          | Експеримент з візуалізації здійснювався шляхом обертання космічного апарата, у процесі якого в невеликий телескоп (фотополяриметр) потрапляли вузькі смуги поверхні планети шириною лише 0,03°. Зйомка велася в червоному (5800—7000 ангстрем) та синьому (3900—4900 ангстрем) діапазонах світла. Результатом подальшої обробки цих смуг було візуальне зображення планети. - Головний дослідник: Том Герельс / Університет Аризони - Дані: архів даних NSSDC                                                                                             |
| Інфрачервоний радіометр                                  | |
|                                                          | Радіометр збирав інформацію про температуру хмар і тепловиділення Юпітера. - Головний дослідник: Ендрю Інгерсолл / Каліфорнійський технологічний інститут |

## План польоту

### Запуск і траєкторія
«Піонер-10» був запущений 3 березня 1972 року о 01:49:00 UTC (2 березня о 20:49 за східним стандартним часом). Запуск здійснило Національне управління з аеронавтики і дослідження космічного простору (НАСА) за допомогою ракети «Атлас-Центавр» зі стартового майданчика 36A космодрому на мисі Канаверал у Флориді.
Третім ступенем одноразового ракетоносія був твердопаливний Star-37E (TE-M-364-4), розроблений спеціально для місій програми «Піонер». Цей ступінь забезпечував тягу бл. 67 кН і розкручував космічний апарат. Початкова швидкість його обертання становила 30 обертів на хвилину. Через 20 хвилин після запуску ракети були висунуті три стріли, через що швидкість обертання сповільнилася до 4,8 об/хв, яка надалі підтримувалася впродовж усього польоту. Ракета-носій розганяла зонд протягом 17 хвилин до швидкості 51 682 км/год.
Після встановлення зв'язку з антеною було активовано кілька приладів для тестування, поки космічний апарат пролітав скрізь радіаційні пояси Землі. Через 90 хвилин після запуску «Піонер-10» вийшов у міжпланетний простір. Через 11 годин він пролетів повз Місяць і став найшвидшим об'єктом, створеним людиною на той час. Через два дні після запуску було ввімкнено наукові прилади, починаючи з телескопа для спостереження за космічними променями. Через десять днів усі прилади було переведено в активний стан.
Упродовж перших семи місяців подорожі космічний апарат тричі коригував свій курс. Було проведено перевірку бортових приладів, фотометри досліджували Юпітер і зодіакальне світло, а експериментальні прилади вимірювали космічні промені, магнітні поля і сонячний вітер. Єдиною аномалією протягом цього періоду була несправність датчика напрямку на Канопус, через що космічний апарат був змушений підтримувати орієнтацію за допомогою двох датчиків Сонця.
«Піонер-10» став першим космічним апаратом, який виявив атоми гелію в міжпланетному середовищі; крім того, він спостерігав високоенергетичні іони алюмінію та натрію в сонячному вітрі. На початку серпня 1972 року космічний апарат отримав важливі геліофізичні дані, зареєструвавши сонячну ударну хвилю, перебуваючи на відстані 2,2 а. о. (330 млн км) від Сонця. 15 липня 1972 року «Піонер-10» став першим космічним апаратом, який увійшов у пояс астероїдів між орбітами Марса та Юпітера. За розрахунками, апарат мав пройти його безперешкодно. Мінімальна відстань, на яку космічний апарат наближався до відомих на той час астероїдів, становила 8,8 млн км. Одне з мінімальних зближень відбулося 2 грудня 1972 року з астероїдом 307 Ніка.
Експерименти, проведені на борту апарата, продемонстрували дефіцит частинок розміром менше мікрометра (мкм) у поясі порівняно з околицями Землі. Протягом польоту від Землі до зовнішнього краю поясу щільність частинок пилу розміром від 10 до 100 мкм істотно не змінювалася, однак в області поясу щільність частинок діаметром від 100 мкм до 1,0 мм збільшилася втричі. У поясі не було виявлено фрагментів розміром більше міліметра, що свідчить про їхню відносну рідкість; вони, безсумнівно, набагато рідші, ніж передбачалося. Не зазнавши зіткнень із частинками значного розміру, апарат безпечно пройшов скрізь пояс астероїдів і досяг його протилежного боку приблизно 15 лютого 1973 року.

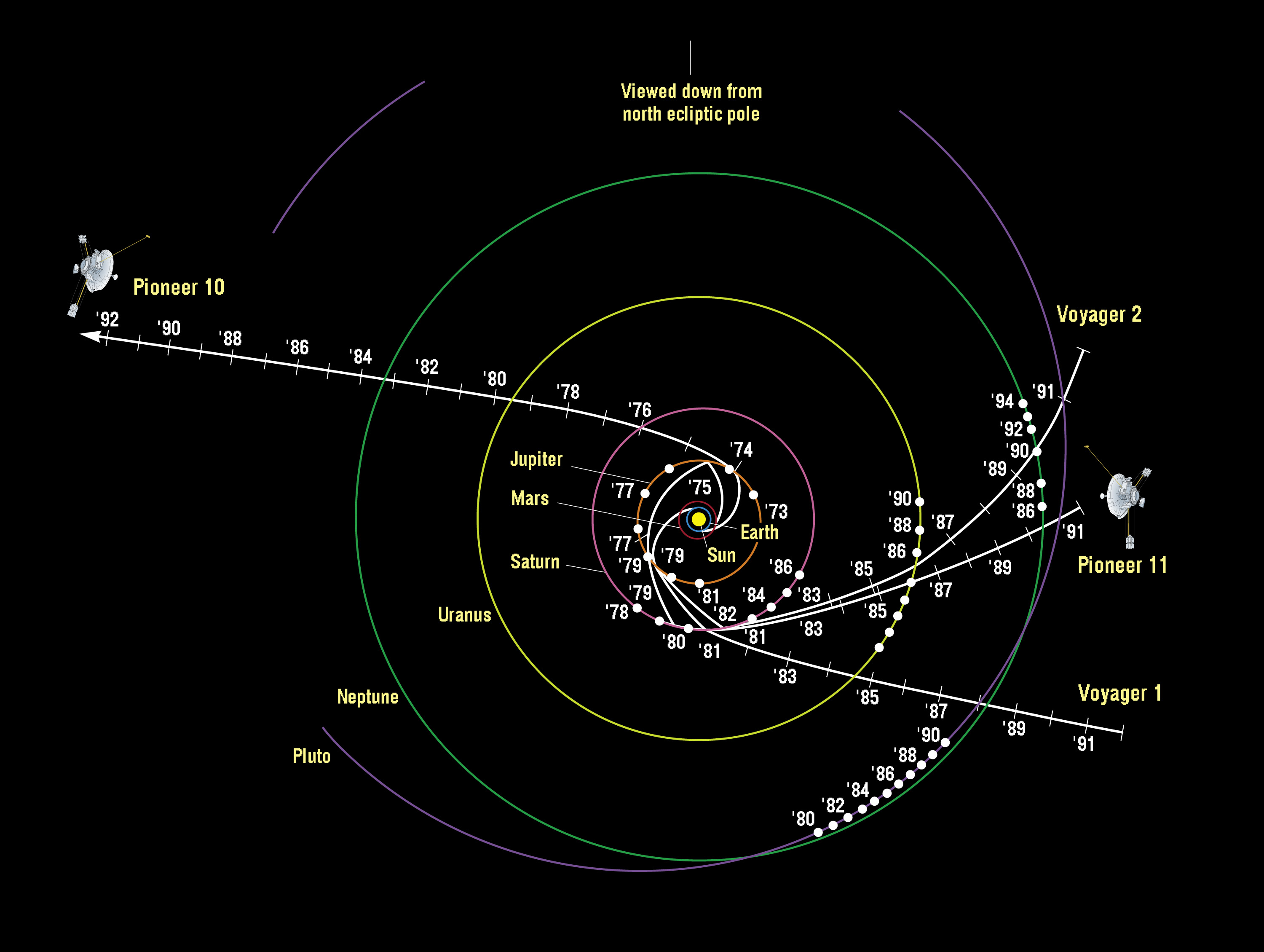
Карта НАСА, на якій зображено траєкторії «Піонерів» -10 і -11 та «Вояджерів» - 1 і -2.
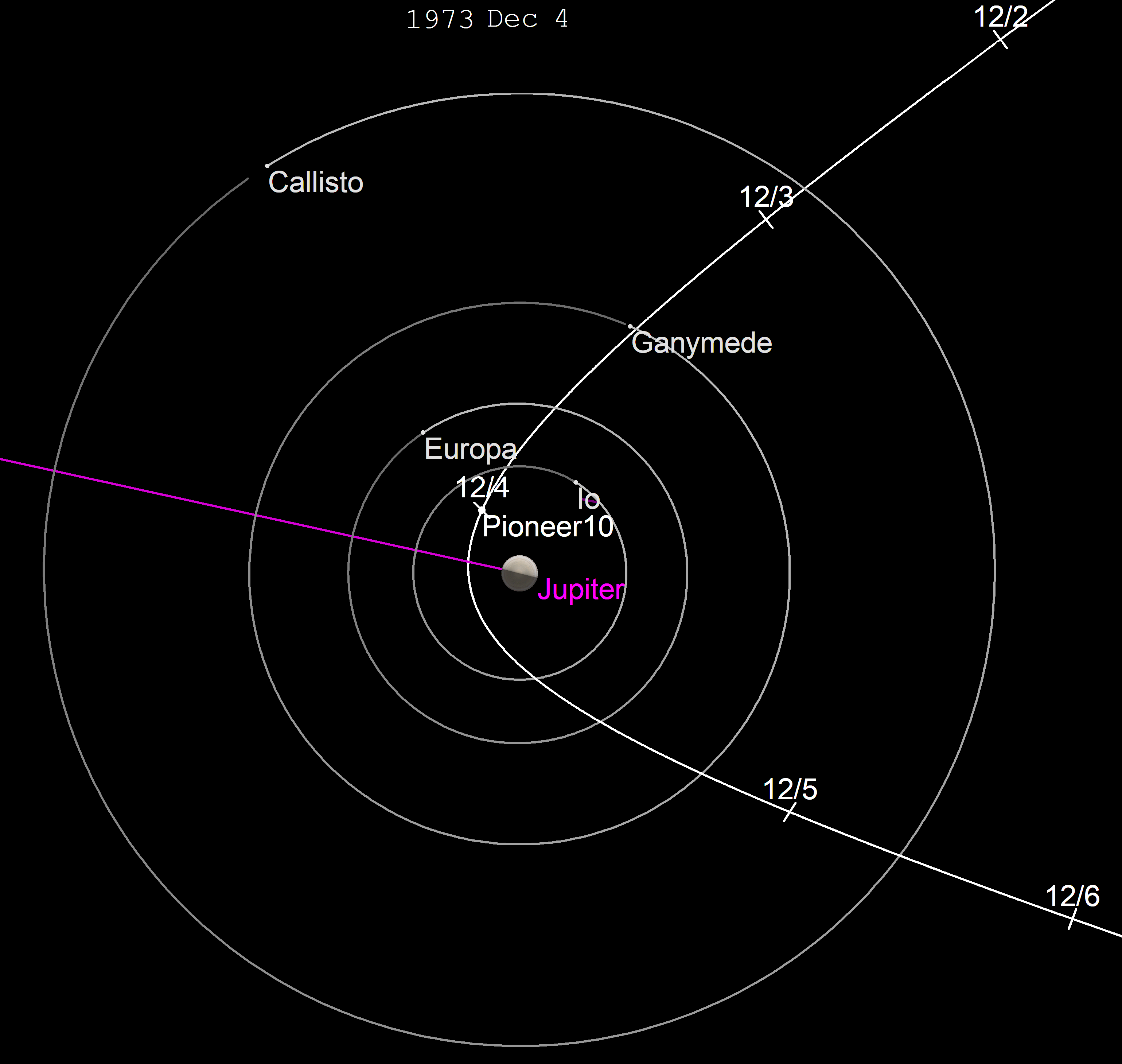
Траєкторія прольоту «Піонера-10» скрізь систему Юпітера.
Анімація траєкторії польоту «Піонера-10» з 03.03.1972 по 31.12.1975. «Піонер-10» ·       Земля ·       Юпітер
Анімація траєкторії прольоту «Піонера-10» повз Юпітер. «Піонер-10» ·       Юпітер ·       Іо ·       Європа ·       Ганімед ·       Калісто

### Проліт поблизу Юпітера
6 листопада 1973 року космічний апарат «Піонер-10» перебував на відстані 25 млн км від Юпітера. Почалося тестування системи зображення, і Мережа далекого космічного зв'язку успішно отримала дані. Потім на космічний апарат було завантажено серію з 16 000 команд для управління операціями прольоту протягом наступних 60 днів. 8 листопада апарат перетнув орбіту зовнішнього супутника Сінопе. 16 листопада він досяг ударної хвилі магнітосфери Юпітера, про що свідчило зниження швидкості сонячного вітру з 451 км/с до 225 км/с. Магнітопаузу апарат пройшов на день пізніше. Його прилади підтвердили, що магнітне поле Юпітера інвертоване порівняно із земним. До 29 листопада «Піонер-10» перетнув орбіти всіх найвіддаленіших супутників і продовжував працювати бездоганно.
Червоні та сині зображення Юпітера створювалися фотополяриметром, коли обертання космічного апарата «проносило» планету через поле зору приладу. Ці червоні та сині зображення об'єднали для отримання штучного зеленого зображення, що дало змогу створити триколірне зображення. 26 листопада апарат передав на Землю загалом 12 таких зображень. До 2 грудня якість зображень перевищила якість найкращих зображень, зроблених з Землі. На Землі вони відображалися в режимі реального часу, а програма «Піонер» пізніше отримала премію «Еммі» за цю презентацію для ЗМІ. Рух космічного апарата спричиняв геометричні спотворення, які пізніше довелося виправляти за допомогою комп'ютерної обробки. Під час прольоту було передано понад 500 зображень.
Траєкторія космічного апарата пролягала вздовж магнітного екватора Юпітера, де зосереджено корпускулярне випромінювання. Виявилося, що піковий потік цього електронного випромінювання в 10 000 разів сильніший за максимальне випромінювання поблизу Землі. «Піонер-10» пройшов через внутрішні радіаційні пояси в межах 20 радіусів Юпітера, отримавши сумарну дозу 200 000 рад від електронів і 56 000 рад від протонів (для порівняння: доза 500 рад, розподілена на все тіло людини, є смертельною для неї). Рівень випромінювання біля Юпітера був удесятеро сильнішим, ніж передбачали розробники «Піонерів», і це викликало побоювання, що зонд не витримає такого рівня радіації.
Починаючи з 3 грудня, випромінювання навколо Юпітера спричинило генерацію помилкових команд. Більшість із них вдалося виправити за допомогою протиаварійних команд, але зображення Іо та кілька великих планів Юпітера все ж було втрачено. Подібні помилкові команди генерувалися і під час виходу з орбіти планети. Проте «Піонер-10» все ж вдалося отримати зображення Ганімеда та Європи. Зображення Ганімеда показало низький альбедо в центрі та поблизу його південного полюса, тоді як північний полюс виглядав яскравішим. Європа розташовувалася занадто далеко, щоб отримати її детальне зображення, хоча деякі особливості альбедо були помітні.
Траєкторія польоту «Піонера-10» була обрана так, щоб облетіли Іо з боку, протилежного від Юпітера, — це дало змогу виміряти рефракційний ефект атмосфери Іо на передавання радіохвиль. Вимірювання показали, що іоносфера супутника простягається до висоти бл. 700 км над поверхнею денної сторони, а її щільність коливається від 60 000 електронів на кубічний сантиметр на денній стороні до 9000 — на нічній. Несподіваним відкриттям стало те, що Іо обертався в хмарі водню, яка простягалася приблизно на 805 000 км і мала ширину й висоту 402 000 км. Поблизу Європи апарат виявив дрібнішу хмару розміром 110 000 кілометрів.
Траєкторію польоту «Піонера-10» до Юпітера, яка передбачала використання ефекту катапульти для його виведення за межі Сонячної системи, НАСА обрало лише після того, як він пройшов пояс астероїдів. «Піонер-10» став першим космічним апаратом, який здійснив такий маневр, і ха його зразком розраховувалися траєкторії майбутніх місій. Таке продовження місії не було передбачено в початковому проєкті, але пропонувалося ще до запуску.
У момент максимального зближення швидкість «Піонера-10» досягла 132 000 км/год (37 км/с). Апарат наблизився до зовнішнього краю атмосфери Юпітера на відстань 132 252 км. Він зробив знімки Великої червоної плями та термінатора. Після цього «Піонер-10» опинився поза Юпітером, і радіозв'язок із ним припинився. Дані цього радіозатемнення дали змогу виміряти температурну структуру зовнішнього краю атмосфери Юпітера і виявити температурну інверсію між висотами з тиском 10 і 100 мбар: температура на рівні 10 мбар коливалася від −133 до −113 °C (від 140 до 160 K), а на рівні 100  мбар — від −183 до −163 °C (від 90 до 110 K). «Піонер-10» склав інфрачервону карту Юпітера, яка підтвердила гіпотезу, що той випромінює більше тепла, ніж отримує від Сонця.

Пізніше, уже віддаляючись від Юпітера, «Піонер-10» отримав зображення його серпа. Крім того, апарат пройшов скрізь ударну хвилю магнітосфери Юпітера. Оскільки цей фронт постійно зміщується в просторі через свою динамічну взаємодію із сонячним вітром, апарат зафіксував ударну хвилю загалом 17 разів, перш ніж остаточно вирвався з неї.

Знімки, зняті «Піонером-10» під час прольоту повз Юпітер
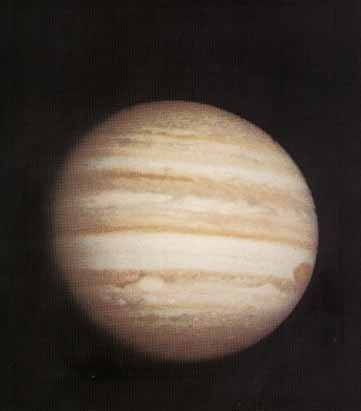
Знімок Юпітера здалеку.
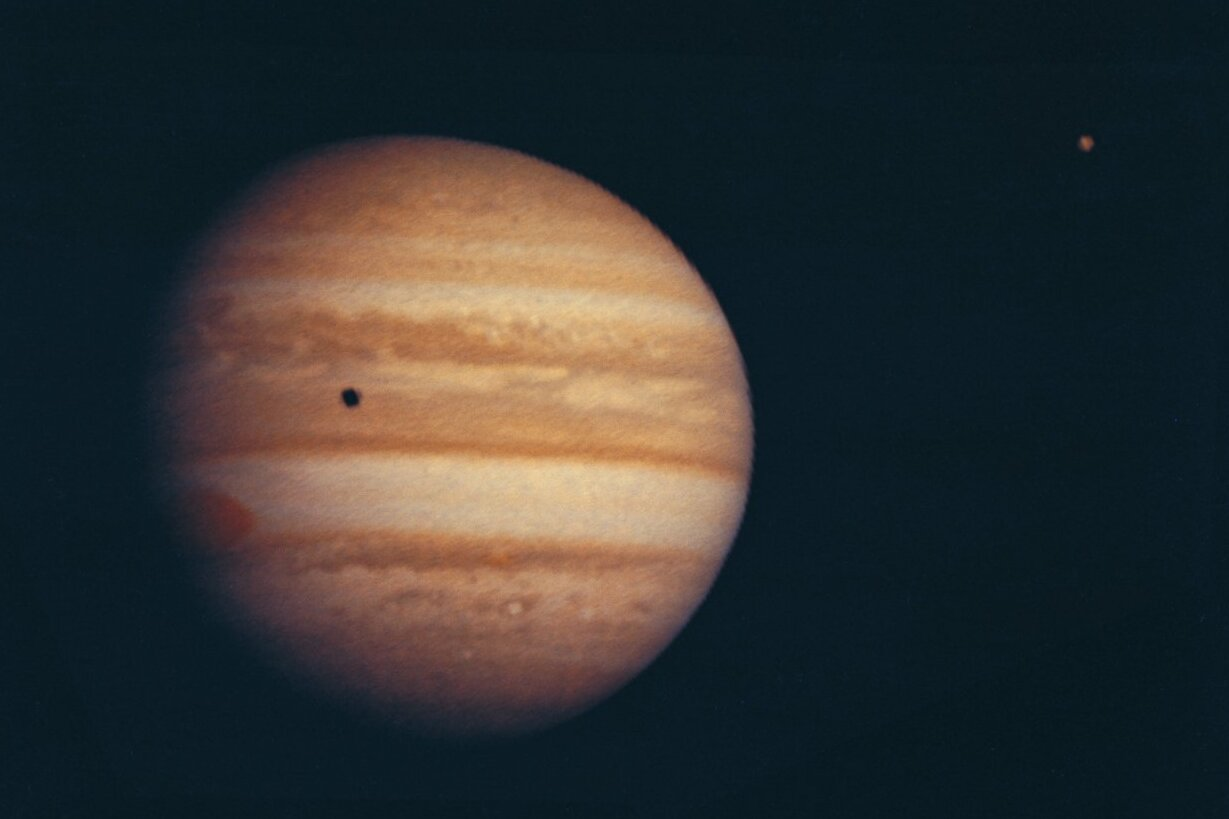
Ще один знімок Юпітера здалеку.
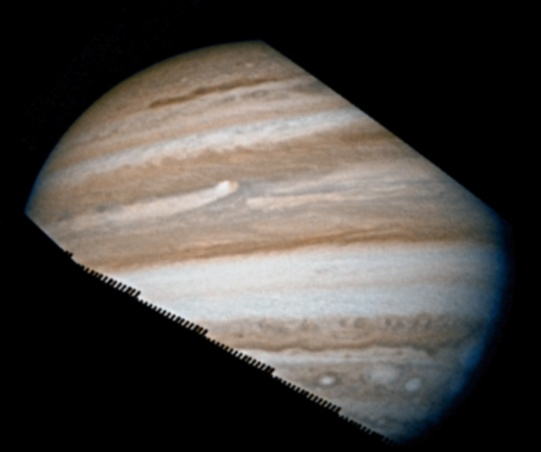
Знімок Юпітера, зроблений зблизька.
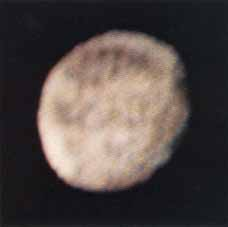
Ганімед, знятий здалека.
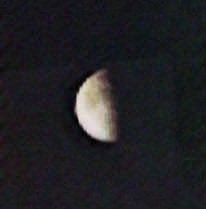
Знімок Європи.
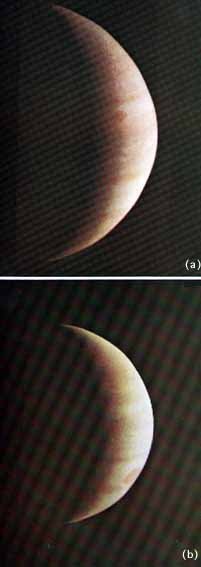
Серп Юпітера, знятий «Піонер-10», який віддалявся від планети.

### Політ у глибокому космосі
У 1976 році «Піонер-10» перетнув орбіту Сатурна, а в 1979-му — Урана. 13 червня 1983 року апарат перетнув орбіту Нептуна, ставши першим штучним об'єктом, який вийшов із зони планет-гігантів Сонячної системи. Місія офіційно завершилася 31 березня 1997 року, коли «Піонер-10» досяг відстані 67 а. о. (10,0 млрд км) від Сонця, хоча він зберігав можливість передавати дані й після цієї дати.
Мережа далекого космічного зв'язку НАСА продовжувала відстежувати слабкий сигнал «Піонера-10» і після 31 березня 1997 року, допомагаючи навчати диспетчерів польотів приймати радіосигнали з глибокого космосу. Інститут передових концепцій НАСА здійснив дослідження, у рамках якого за допомогою теорії хаосу з дуже слабкого сигналу видобувалися когерентні дані.
Останній успішний прийом телеметричних даних від «Піонера-10» відбувся 27 квітня 2002 року; подальші сигнали були слабкі і не містили корисних даних. Останній, вкрай слабкий сигнал від «Піонера-10» надійшов 22 січня 2003 року, коли апарат перебував на відстані 12 млрд км (80 а. о.) від Землі. Подальші спроби зв'язатися з космічним апаратом виявилися невдалими. Остання спроба була зроблена ввечері 4 березня 2006 року, коли антена востаннє була правильно розташована відносно Землі. Жодної відповіді від «Піонера-10» не надійшло. НАСА вирішило, що потужність рітегів впала нижче порогу, необхідного для роботи передавача, тому подальші спроби зв'язку не робилися.

### Хронологія польоту

Швидкість руху і відстань від Сонця «Піонерів» -10 і -11.

3 березня 1972 року: старт «Піонера-10» з Землі.
Червень 1972 року: «Піонер-10» перетнув орбіту Марса.
15 липня 1972 року: «Піонер-10» увійшов у пояс астероїдів.
3 грудня 1973 року: початок фази дослідження системи Юпітера.
- 3 грудня 1973 року, 12:26:00: проліт повз Каллісто на відстані 1 392 300 км.
- 3 грудня 1973 року, 13:56:00: проліт повз Ганімед на відстані 446 250 км.
- 3 грудня 1973 року, 19:26:00: проліт повз Європу на відстані 321 000 км.
- 3 грудня 1973 року, 22:56:00: проліт повз Іо на відстані 357 000 км.
- 4 грудня 1973 року, 02:26:00: максимальне зближення з Юпітером на відстані 200 000 км.
- 4 грудня 1973 року, 02:36:00: перетин площини екватора Юпітера.
- 4 грудня 1973 року, 02:41:45: затемнення Іо.
- 4 грудня 1973 року, 02:43:16: вихід із затемнення Іо.
- 4 грудня 1973 року, 03:42:25: затемнення Юпітером.
- 4 грудня 1973 року, 03:42:25: вхід у тінь Юпітера.
- 4 грудня 1973 року, 04:15:35: вихід із затемнення Юпітером.
- 4 грудня 1973 року, 04:47:21: вихід із тіні Юпітера.

1 січня 1974 року: кінець фази дослідження системи Юпітера, початок міжзоряної частини польоту.

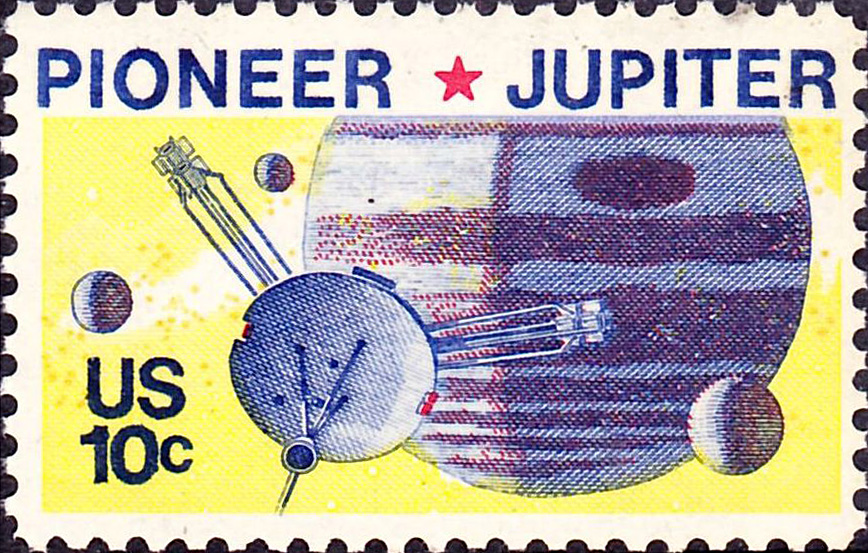
«Піонер-10» на поштовій марці Поштової служби США.

10 лютого 1975 року: Поштова служба США випустила пам'ятну марку із зображенням космічного зонда «Піонер-10» (див. зображення).
25 квітня 1983 року: «Піонер-10» перетнув орбіту Плутона, який на той час ще вважався планетою (оскільки орбіта Плутона доволі витягнута, іноді він підходить до Сонця навіть ближче, ніж Нептун).
13 червня 1983 року: «Піонер-10» перетнув орбіту Нептуна, найвіддаленішої на той час планети від Сонця, і став першим штучним об'єктом, який покинув Сонячну систему. Набравши телефонний номер 1-900-410-4111 (у США), можна було прослухати наданий компанією TRW запис, створений шляхом уповільнення й перетворення даних з «Піонера-10» на аналогові звуки.
31 березня 1997 року: завершення місії. Зв'язок із космічним апаратом підтримується для запису телеметричних даних.
17 лютого 1998 року: «Вояджер-1» обігнав «Піонер-10» і став найвіддаленішим від Сонця штучним об'єктом. Обгін відбувся на відстані 69,419 а. о. від Сонця. Швидкість «Вояджера-1» на 1 а. о./рік більше, ніж швидкість «Піонера-10».
2 березня 2002 року: успішний прийом телеметрії. 39 хвилин чистих даних отримано з відстані 79,83 а. о.
27 квітня 2002 року: останній успішний прийом телеметрії. Отримано 33 хвилини чистих даних з відстані 80,22 а. о.
23 січня 2003 року: останній сигнал, отриманий від «Піонера-10». Сигнал був дуже слабким, а подальші сигнали були ледь достатні для виявлення.
7 квітня 2003 року: невдала спроба зв'язатися з «Піонером-10».
4 березня 2006 року: остання спроба зв'язатися з космічним апаратом, знову невдала.
18 липня 2023 року: за розрахунками, «Вояджер-2» обігнав «Піонер-10» і став другим за віддаленістю від Сонця космічним апаратом, посунувши «Піонер-10» на третє місце.

## Поточний стан і майбутнє

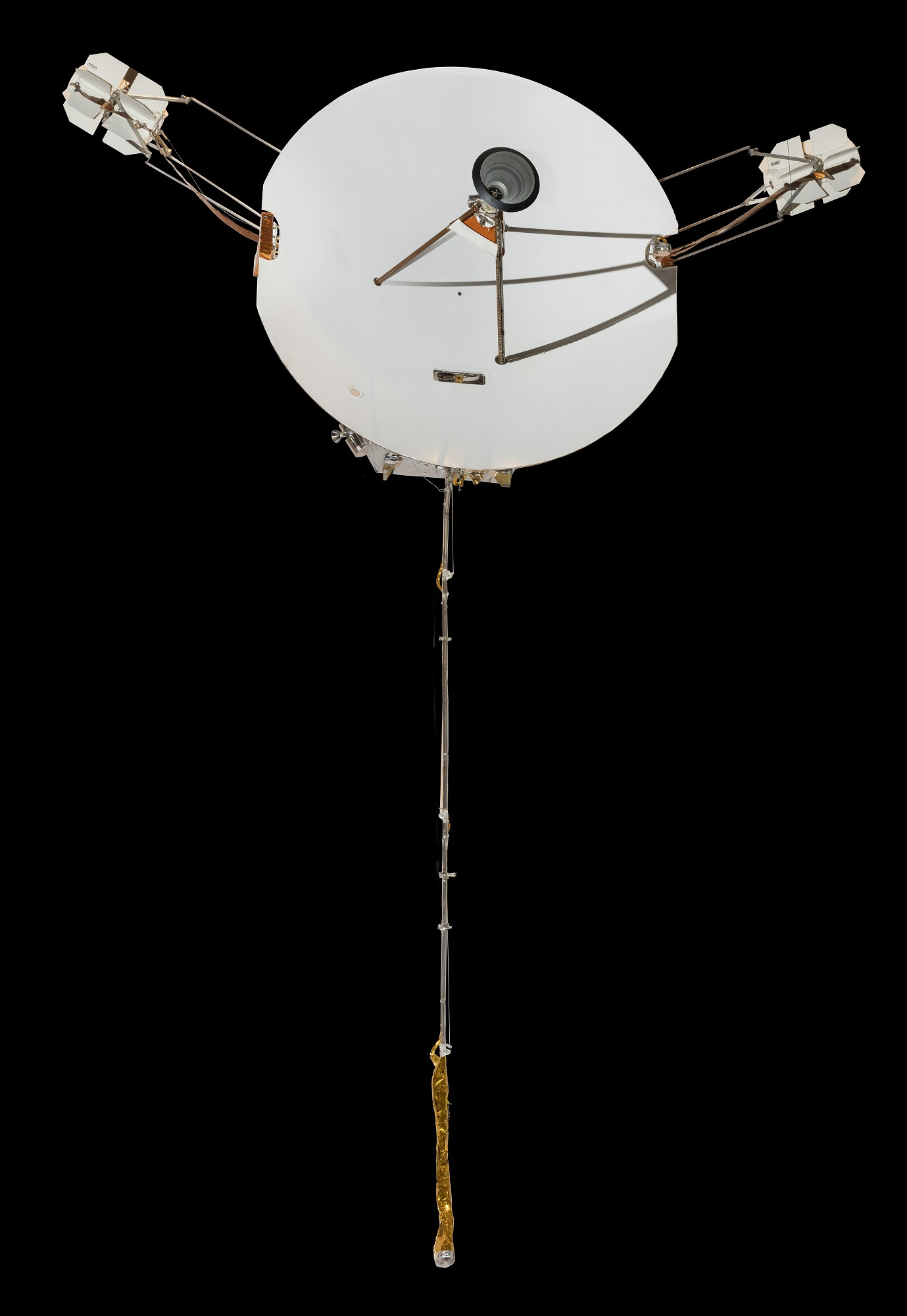
«», резервний апарат, у Національному музеї авіації та космонавтики США.

«Вояджер-2» обігнав «Піонер-10» і став другим за віддаленістю від Сонця космічним апаратом, посунувши «Піонер-10» на третє місце. У червні 2024 року відстань до нього оцінювалася в 137,3 а. о. (20,5 млрд км) від Землі і 136,3 а. о. (20,4 млрд км) від Сонця. На подорож від Сонця до «Піонера-10» сонячне світло витрачає 18,9 год. Яскравість Сонця з космічного апарата становить −16,0.
«Піонер-10» наразі рухається в напрямку сузір'я Тельця.
«Піонер-10» і його брат-близнюк «Піонер-11», а також обидва «Вояджери» і космічний апарат «New Horizons» покинуть Сонячну систему і подорожуватимуть у міжзоряному просторі. «Піонер-10» летить у напрямку Альдебарана — зорі, яка нині розташована на відстані близько 68 світлових років від Сонця. Якби Альдебаран мав нульову відносну швидкість, космічний апарат подолав би відстань до нього через понад два мільйони років. Задовго до цього, приблизно через 90 000 років, «Піонер-10» пройде на відстані близько 0,23 парсека (0,75 світлового року) від помаранчевого карлика HIP 117795. Це найближчий проліт повз зорю за найближчі кілька мільйонів років серед усіх космічних апаратів, яки покинули Сонячну систему.
Резервний апарат, «Піонер Ейч», наразі виставлений в галереї «Віхи польотів» Національного музею авіації і космонавтики США у Вашингтоні, округ Колумбія. Багато елементів програми «Вояджер» виявилися критично важливими для планування наступної програми міжзоряних польотів — «Вояджер».

## Пластинка «Піонера»

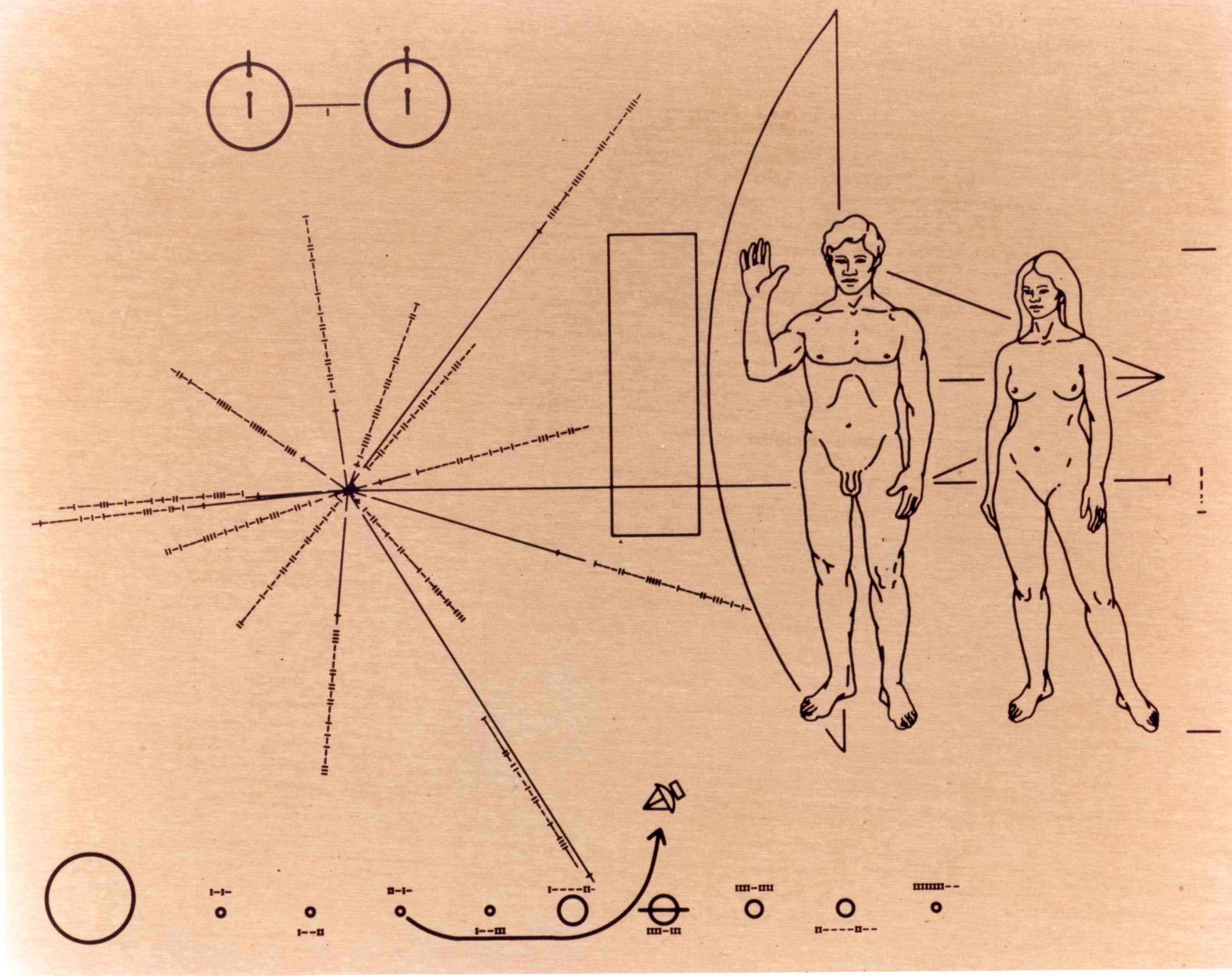
Пластинка з анодованого алюмінію на борту Піонера-10

За активної підтримки Карла Сагана на борту «Піонерів» -10 і -11 було відправлено створене ним послання до позаземних цивілізацій, записане на пластинці з анодованого алюмінію розміром 229 × 152 мм. Пластинка прикріплена до опор антени, де вона буде захищена від міжзоряного пилу. На ній зображені:
- молекула нейтрального водню;
- чоловіча й жіноча фігури на фоні контурів «Піонера»;
- положення Сонця відносно центру Галактики та 14 пульсарів;
- схематичне зображення планет Сонячної системи та траєкторія «Піонера-10» відносно них.

Працівники Мережі далекого космічного зв'язку НАСА вважають, що сигнали, надіслані з «Піонера 10» в далекий космос, могли досягти мертвої зорі — білого карлика, розташованого на відстані 27 світлових років від Землі. Якщо поблизу цієї зорі існує розумна форма позаземного життя, яка отримає й розшифрує повідомлення з Землі та надішле зворотний сигнал, то він досягне Землі лише у 2029 році.

## Про апарат
Висота — 2,9 м, максимальний поперечний діаметр (відбивач антени) — 2,75 м.
Першим перетнув пояс астероїдів (1972—1973). Досліджував та фотографував Юпітер упродовж 1973 року. Найтісніше зближення з планетою відбулося 4 грудня 1973 — 132 252 км (поблизу зовнішнього краю головного кільця Юпітера та орбіт його внутрішніх супутників).
«Піонер-10» досліджував пояс астероїдів, систему Юпітера, сонячний вітер, космічні промені, а потім околиці Сонячної системи та геліосферу.
Зв'язок із ним було втрачено 23 січня 2003 року через обмеження потужності радіопередавача на відстані 82 а. о. (12,23 млрд км) від Землі.

## «Піонер-10» у культурі
У фільмі «Зоряний шлях 5: Останній кордон» клінгонський корабель «Хижий птах» знищує «Піонер-10», використовуючи його як мішень для тренування.
У мультимедійній фантастичній повісті «17776» одним із головних героїв є розумний «Піонер-10».
У відеогрі 1995 року «Chaos Control» зустріч інопланетян з «Піонером-10» стає причиною конфлікту між інопланетною расою та людством.
На фантастичні ідеї братів-сценаристів Артема та Олександра Хакало, що зняли фільм «Вторгнення» (2009), наштовхнули реальні події в історії космічних досліджень. Саме «Піонер-10», за сюжетом фільму, залетів на планету рутоїнів, які вивчили інформацію про Землю і розробили план її загарбання.

## Галерея

Схема конструкції «Піонерів» -10 і -11.
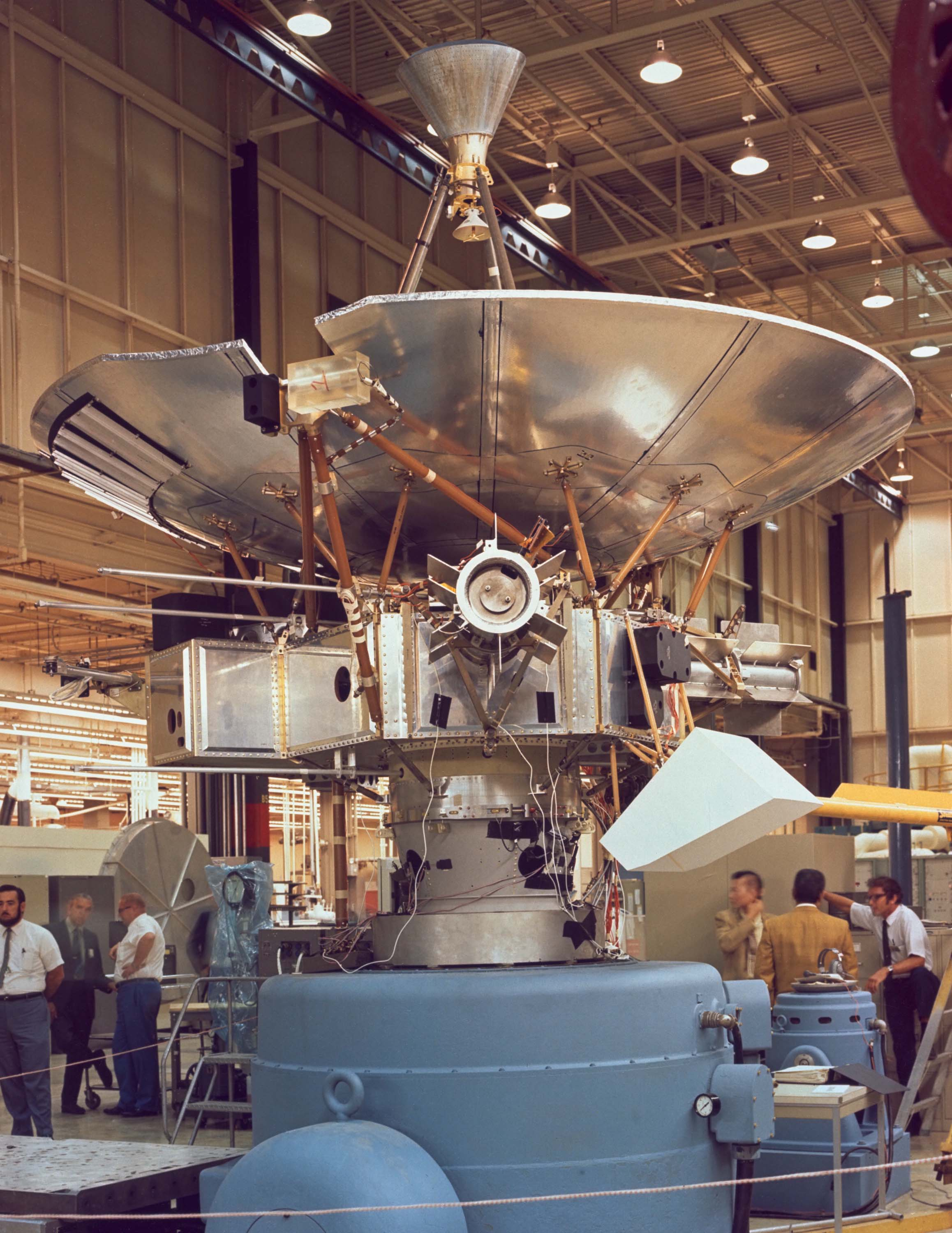
«Піонер-10» на завершальному етапі будівництва (грудень 1971 року).
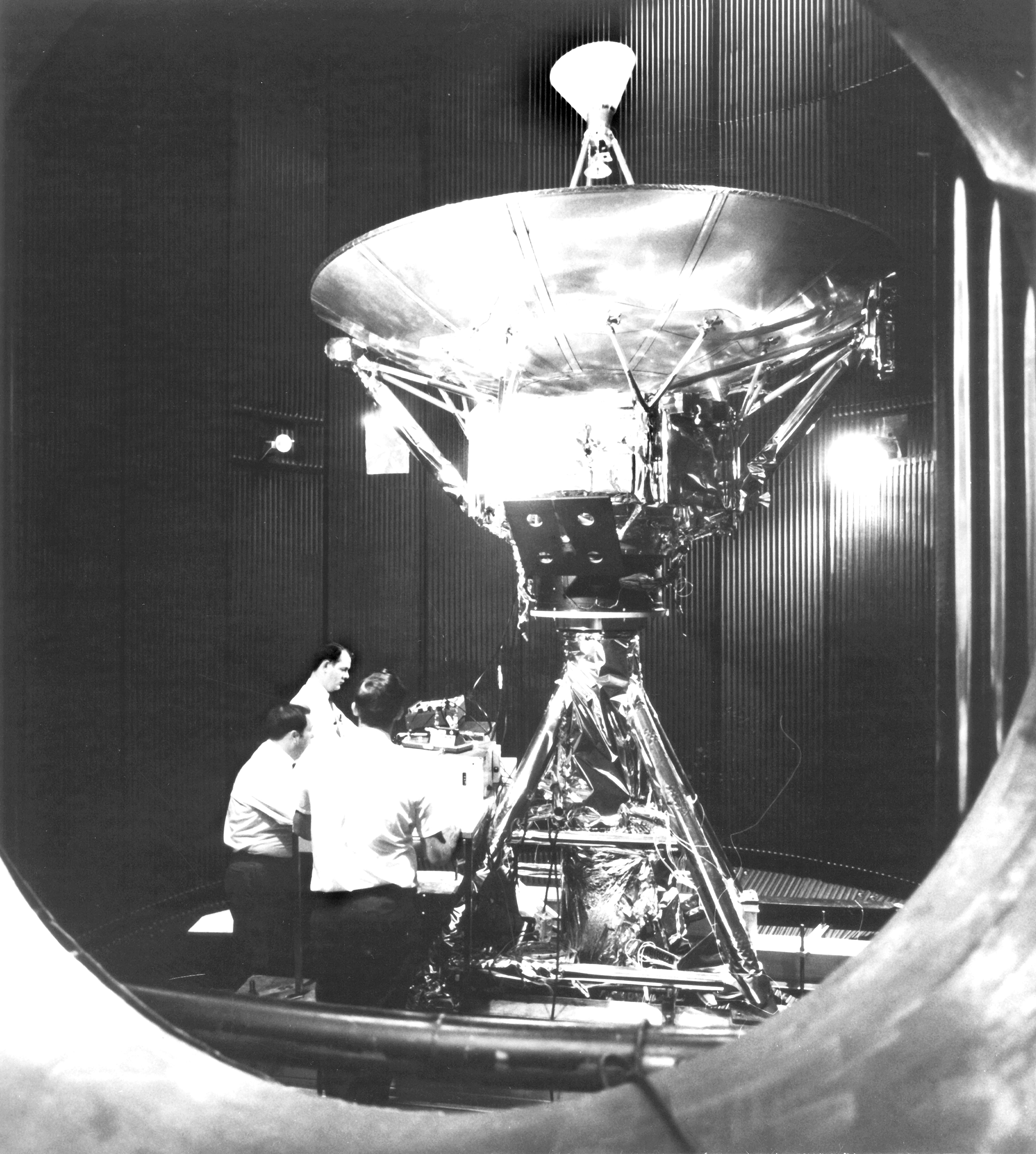
«Піонер-10» на випробуванні в камері для імітації космічних умов (січень 1972 року).
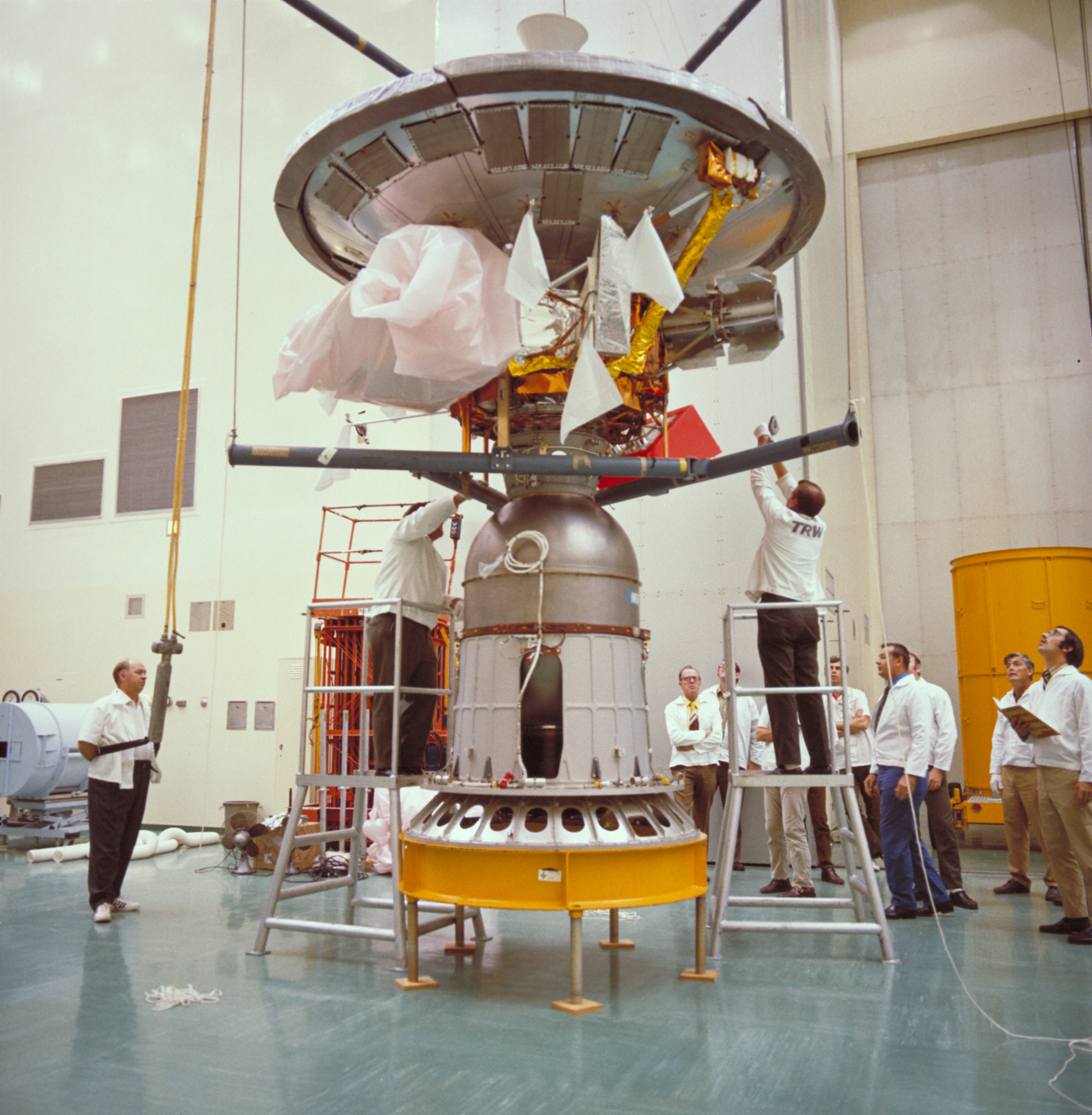
«Піонер-10» на імпульсному ракетному двигуні Star-37E[en] безпосередньо перед герметизацією для запуску (лютий 1972 року).
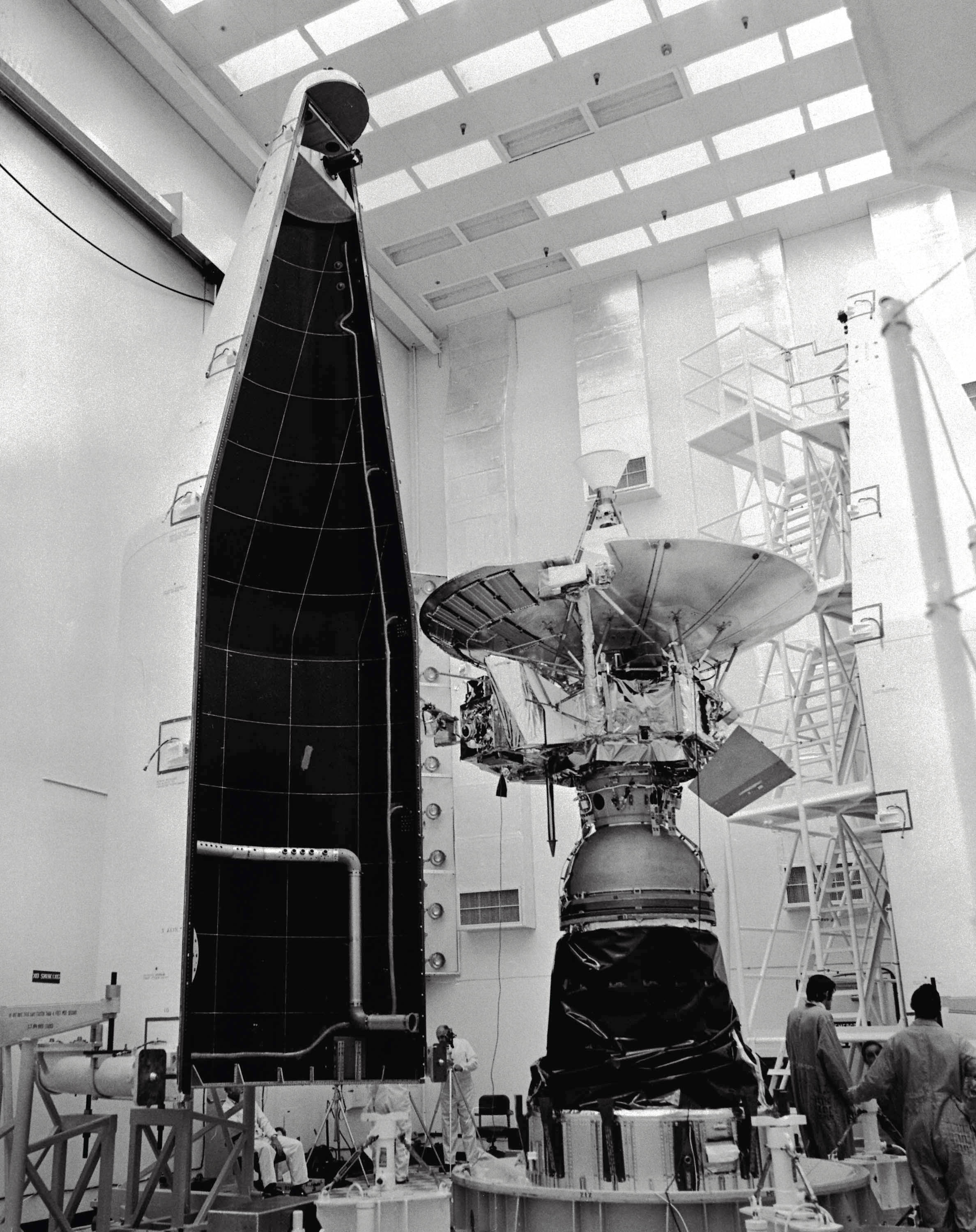
«Піонер-10» під час закладення в обтічник корисного навантаження.